# Ziua internațională a persoanelor non-binare
Ziua internațională a persoanelor non-binare este sărbătorită în fiecare an la 14 iulie și are ca scop creșterea gradului de conștientizare și organizarea în jurul problemelor cu care se confruntă oamenii non-binari din întreaga lume.    Ziua a fost sărbătorită pentru prima dată în 2012,  de Katje van Loon.  Data a fost aleasă pentru că se află exact la jumătatea distanței dintre Ziua Internațională a Bărbatului și Ziua Internațională a Femeii.  
Majoritatea țărilor din lume nu recunosc genul non-binar ca gen legal, ceea ce înseamnă că majoritatea persoanelor non-binare au încă un pașaport care se nu se potrivește cu genul lor.  Australia, Bangladesh, Canada, Danemarca, Germania, Țările de Jos și Noua Zeelandă includ opțiuni de gen non-binare pe pașapoarte, iar 23 de state din SUA plus Washington DC  permit rezidenților să-și marcheze genul ca „X” pe permisul de conducere.
Săptămâna conștientizării non-binare este săptămâna care începe în ziua de luni ce precede Ziua internațională a persoanelor non-binare pe 14 iulie. Aceasta este o perioadă de conștientizare LGBTQ+ dedicată celor care nu se încadrează in binaritatea de gen , adică celor care nu se identifică exclusiv ca bărbat sau ca femeie, sau care se pot identifica atât ca bărbat, cât și ca femeie, sau pot identifica în întregime în afara acestor categorii.
- Discriminarea persoanelor non-binare
- Lista perioadelor de conștientizare LGBTQ+
- Identitate de gen
- Exprimarea de gen
- Ziua Internațională a Femeii, 8 martie
- Ziua Internațională a Bărbatului, 19 noiembrie